# James Morrison (golfer)

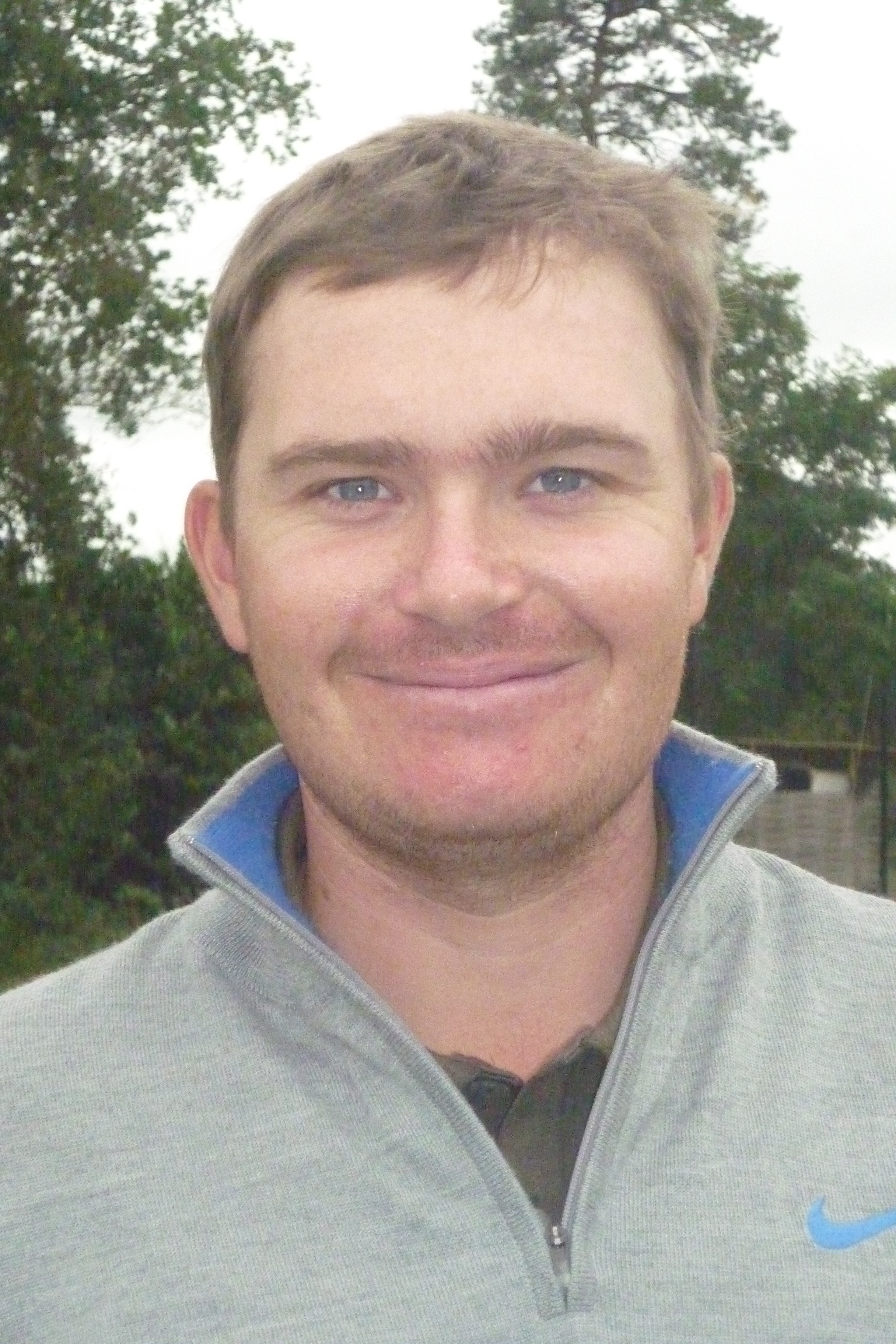
KLM Open 2011

James Morrison (Chertsey, 24 januari 1985) is een professioneel golfer uit Engeland.
James Morrison groeide op in Surrey. Hij speelde cricket maar besloot op 16-jarige leeftijd zich toe te leggen op golf. Binnen een jaar zakte zijn handicap van 18 naar scratch. Voor zijn studie kreeg hij een beurs van de Universiteit van South Carolina. Toen hij terugkwam had hij handicap +4.

## Professional
James Morrison werd in 2006 professional, nadat hij de 'Final Stage' op de Tourschool had gehaald. In 2009 eindigde hij op de 19de plaats op de Order of Merit van de Challenge Tour, en in 2010 speelde hij op de Europese PGA Tour.

In 2010 behaalde hij zijn eerste overwinning op de Europese Tour. Tijdens het Madeira Open behaalde hij een score van -20 en bleef Oliver Fisher één slag voor. Drie weken later won hij bijna het Spaans Open, maar verloor de play-off van Alvaro Quiros. Met zijn 2de plaats verdiende hij € 222.220, ruim € 100.000 meer dan hij voor zijn overwinning op Madeira kreeg.

In 2011 zijn de resultaten wat minder, hij eindigt op de 7de plaats in het Open de France en het Ballantine's Kampioenschap in Zuid-Korea. 

### Gewonnen
- 2010: Madeira Island Open